# 宇土市立網田小学校
宇土市立網田小学校（うとしりつ おうだしょうがっこう）は、熊本県宇土市下網田町にある公立小学校。市内で唯一、宇土市立網田中学校とは小中一貫教育を行っているが、併設型ではなく連携型である。

## 沿革
- 1874年 （明治7年）- 私塾に替わる両校（寺登・下登）を設置。赤瀬分教場、長浜分教場設立
- 1885年（明治25年） - 網田尋常小学校と改称。
- 1895年（明治28年） - 赤瀬、長浜の両分教場を合併。
- 1903年（明治36年） - 高等科並びに農業補習学校を併設
- 1906年（明治39年） - 赤瀬、長浜に分教場を再び設置
- 1941年（昭和16年） - 網田国民学校と改称。網田青年学校を併設
- 1947年（昭和22年） - 網田村立網田小学校と改称。網田青年学校閉校。
- 1958年（昭和33年） - 宇土町に編入、同時に市制移行により宇土市立網田小学校と改称
- 1964年（昭和39年） - 長浜分校を本校に統合
- 1972年（昭和47年） - 赤瀬分校廃校

## 歴代校長
- - 初代校長